# Pachystruthio
Pachystruthio és un gènere extint d'ocell de la família dels estruciònids que va viure a Eurasia des del Pliocè tardà fins al Plistocè mitjà. Se n'han trobat restes fòssils a Hongria, Ucraïna, Romania, Geòrgia i la Xina.
El gènere compren tres espècies: P. pannonicus (espècie tipus), P. dmanisensis i P. transcaucasicus.